# 穆罕默德·艾明·阿里帕夏
穆罕默德·艾明·阿里帕夏（土耳其語：Mehmed Emin Âli Paşa，或者Mehemed Ali、Mehmet Ali，1815年3月5日—1871年9月7日）19世紀鄂圖曼土耳其帝國的政治家，其最高官職為大維齊爾。阿里帕夏的父親是鄂圖曼帝國政府官員，1833年，才18歲的阿里·帕夏，因為流利法語，成為鄂圖曼帝國的外交官，之後一直於外交領域服務，並獲得相當大成就，成為該帝國知名大臣，影響國政。他雖對土耳其外交頗有貢獻，但其獨裁風格頗遭人非議。1871年，他病逝於安那托利亞。
| 官衔                                | 官衔                                            | 官衔                                  |
| ----------------------------------- | ----------------------------------------------- | ------------------------------------- |
| 前任： 穆斯塔法·雷希德帕夏          | 奥斯曼帝国大维齐尔 1852年8月6日－1852年10月3日  | 繼任： 達馬特·穆罕默德·阿里帕夏       |
| 前任： 穆斯塔法·雷希德帕夏          | 奥斯曼帝国大维齐尔 1855年5月2日－1856年11月1日  | 繼任： 穆斯塔法·雷希德帕夏            |
| 前任： 穆斯塔法·雷希德帕夏          | 奥斯曼帝国大维齐尔 1858年1月7日－1859年10月18日 | 繼任： 庫普路斯·穆罕默德·艾明帕夏     |
| 前任： 庫普路斯·穆罕默德·艾明帕夏   | 奥斯曼帝国大维齐尔 1861年8月6日－1861年11月22日 | 繼任： 科切吉札德·默罕默德·福阿德帕夏 |
| 前任： 米塔希姆·穆罕默德·拉什迪帕夏 | 奥斯曼帝国大维齐尔 1867年2月11日－1871年9月7日  | 繼任： 馬哈茂德·內迪姆帕夏            |